# Radko
Radko (in cirillico: Радко) è un nome proprio di persona bulgaro, ceco, serbo, croato e montenegrino maschile.

## Varianti
- Bulgaro: Райко (Rajko)[1], Райно (Rajno)[1]
  - Femminili: Райна (Rajna)[2], Радка (Radka)[2]
- Ceco: Radek[1], Radoš[1]

### Varianti in altre lingue
- Croato: Rade[1]
- Polacco: Radek[1]
- Rumeno: Radu[3]
- Serbo: Раде (Rade)[1], Ратко (Ratko)

## Origine e diffusione
È uno di tutta una gamma di ipocoristici, derivati da nomi slavi contenenti l'elemento rad, "cura", come ad esempio Milorad, Radosław, Radomir. Va notato che la forma femminile bulgara Райна (Rayna, Raina), può costituire anche una variante del nome Regina.

## Onomastico
L'onomastico si può eventualmente festeggiare lo stesso giorno del nome di cui costituisce un ipocoristico.

## Persone

### Variante Ratko
- Ratko Čolić, calciatore jugoslavo

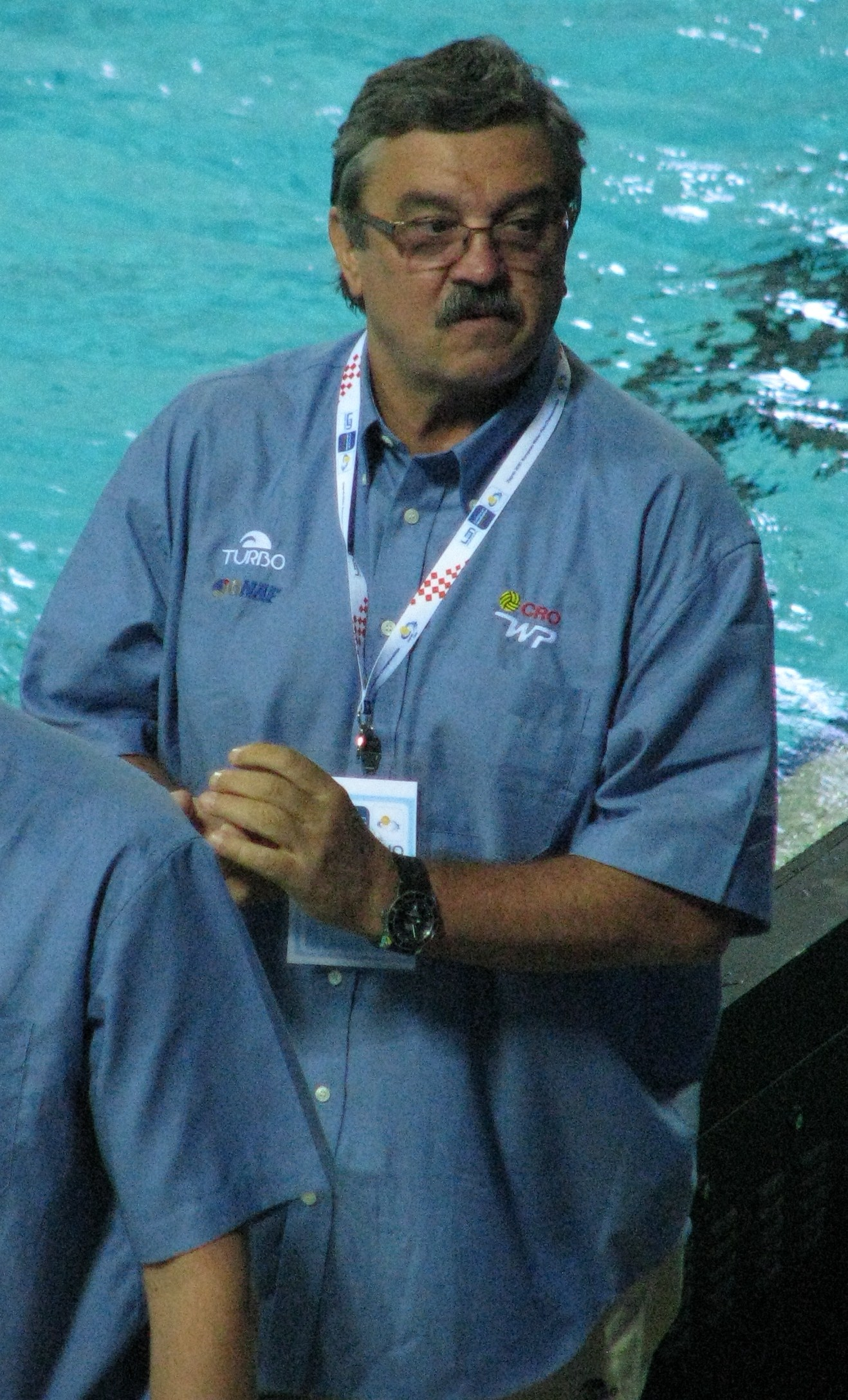
Ratko Rudić

- Ratko Đokić, criminale montenegrino
- Ratko Mladić, militare serbo
- Ratko Perić, vescovo cattolico croato
- Ratko Radovanović, cestista jugoslavo
- Ratko Rudić, pallanuotista e allenatore di pallanuoto croato
- Ratko Štritof, pallanuotista croato
- Ratko Svilar, calciatore serbo
- Ratko Varda, cestista bosniaco

### Variante Radek

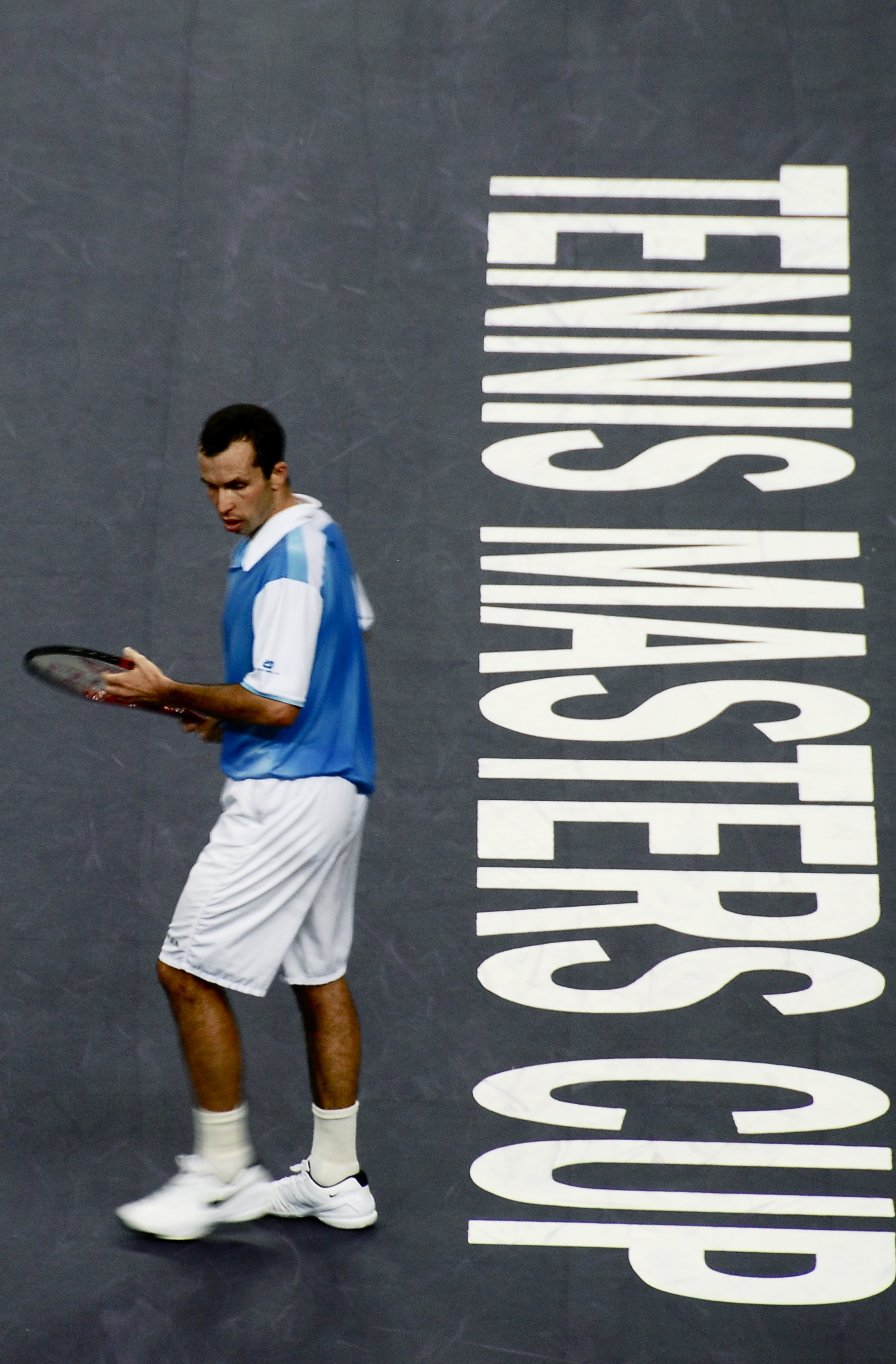
Radek Štěpánek

- Radek Bejbl, calciatore ceco
- Radek Černý, calciatore ceco
- Radek Dejmek, calciatore ceco
- Radek Dosoudil, calciatore ceco
- Radek Drulák, calciatore ceco
- Radek Hochmeister, calciatore ceco
- Radek Mynář, calciatore ceco
- Radek Nečas, cestista ceco
- Radek Opršal, calciatore ceco
- Radek Petr, calciatore ceco
- Radek Šírl, calciatore ceco
- Radek Sňozík, calciatore ceco
- Radek Štěpánek, tennista ceco

### Variante Rade
- Rade Krunić, calciatore bosniaco
- Rade Prica, calciatore svedese

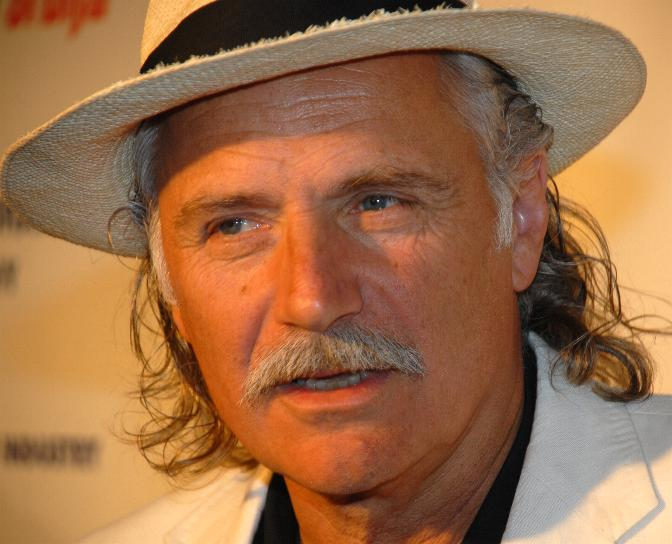
Rade Šerbedžija

- Rade Šerbedžija, attore, poeta e musicista croato
- Rade Tošić, calciatore jugoslavo
- Rade Veljović, calciatore serbo

### Variante Radu

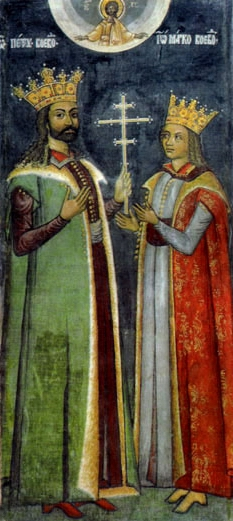
Radu VII Paisie

- Radu VI Bădica, principe di Valacchia
- Radu III cel Frumos, principe di Valacchia
- Radu IV cel Mare, principe di Valacchia
- Radu II Chelul, principe di Valacchia
- Radu V de la Afumați, principe di Valacchia
- Radu I di Valacchia, principe di Valacchia
- Radu VIII Ilias Haidăul, principe di Valacchia
- Radu IX Mihnea, principe di Valacchia e Moldavia
- Radu VII Paisie, principe di Valacchia
- Radu Lupu, pianista rumeno
- Radu Mihăileanu, regista, sceneggiatore e produttore cinematografico rumeno
- Radu Niculescu, calciatore rumeno
- Radu Nunweiller, calciatore e allenatore di calcio rumeno
- Radu Popescu, storico rumeno
- Radu Rebeja, calciatore moldavo
- Radu Sârbu, cantante moldavo
- Radu Vasile, politico rumeno

### Variante femminile Radka
- Radka Brožková, orientista ceca

## Il nome nelle arti
- Radek Zelenka è un personaggio della serie televisiva Stargate Atlantis.